# Faraglione di Mezzogiorno
I faraglioni di Mezzogiorno sono un piccolo arcipelago composto da 4 isolotti, facente parte dell'Isola di Palmarola nell'arcipelago pontino. Sono così chiamati per la loro posizione  a sud dell'Isola di Palmarola.
Il Faraglione di terra è quello più grande ed è noto con il nome di "faraglione di mezzogiorno". Quest'ultimo presenta una grotta passaggio denominata "grottone di mezzogiorno", considerata una delle più belle del tirreno. Il Faraglione di Fuori è contiguo al "faraglione cappello" che è situato a sud e che forma con esso il passaggio della "porta piccola", noto in dialetto ponzese come "Portella". Ivi si ergono i due scogli chiamati "i fucili di Palmarola".
Sui Faraglioni di Mezzogiorno sono presenti alcuni esemplari di palma nana e il finocchio marino. Da segnalare anche un raro esemplare di lucertola, Podarcis siculus pasquinii, un endemismo ristretto di questi Faraglioni.